# Grant McCune
Grant McCune (* 27. März 1943 in Los Angeles, Kalifornien; † 27. Dezember 2010 in Hidden Hills, Kalifornien) war ein US-amerikanischer Filmtechniker, der sich auf visuelle Effekte spezialisiert hatte.

## Leben
In den 1960er Jahren studierte McCune Biologie an der California State University, Northridge. Seine Karriere im Filmgeschäft begann 1974, als er einen künstlichen Hai für Steven Spielbergs Der weiße Hai modellierte. Später fertigte er weitere Modelle an, beispielsweise Raumschiffe für Star Trek: Der Film.
Für seinen ersten Film Krieg der Sterne, in dem er auch einen kurzen Cameo-Auftritt hat, gewann er einen Oscar in der Kategorie Beste visuelle Effekte.
Insgesamt produzierte McCune für mehr als dreißig Filme visuelle Effekte. Er gründete eine eigene Firma Grant McCune Design, die an Filmprojekten wie Speed und Batman Forever beteiligt war.
McCune starb am 27. Dezember 2010 an einem Bauchspeicheldrüsenkrebs. Er hinterließ eine Frau und zwei Kinder.

## Filmografie (Auswahl)
visuelle Effekte:
- 1977: Krieg der Sterne (Star Wars)
- 1978: Kampfstern Galactica (Battlestar Galactica) (Fernsehserie; 1 Folge)
- 1979: Lawinenexpress (Avalanche Express)
- 1979: Star Trek: Der Film (Star Trek: The Motion Picture)
- 1980: Caddyshack
- 1982: Firefox
- 1983: Starflight One – Irrflug ins Weltall (Starflight: The Plane That Couldn’t Land)
- 1985: Lifeforce – Die tödliche Bedrohung (Lifeforce)
- 1987: Mel Brooks’ Spaceballs (Spaceballs)
- 1988: Meine Stiefmutter ist ein Alien (My Stepmother Is an Alien)
- 1989: Ghostbusters II
- 1994: Speed
- 1994: Richie Rich (Ri¢hie Ri¢h)
- 1995: Batman Forever
- 1996: Einsame Entscheidung (Executive Decision)
- 1996: Daylight
- 1998: Sphere – Die Macht aus dem All (Sphere)
- 2000: Red Planet
- 2008: John Rambo (Rambo)

Spezialeffekte:
- 1996: Einsame Entscheidung (Executive Decision)
- 2000: Thirteen Days

## Auszeichnungen
- 1978: Oscar: Auszeichnung in der Kategorie Beste visuelle Effekte für Krieg der Sterne
- 1980: Oscar: Nominierung in der Kategorie Beste visuelle Effekte für Star Trek: Der Film